# Circolo delle quinte

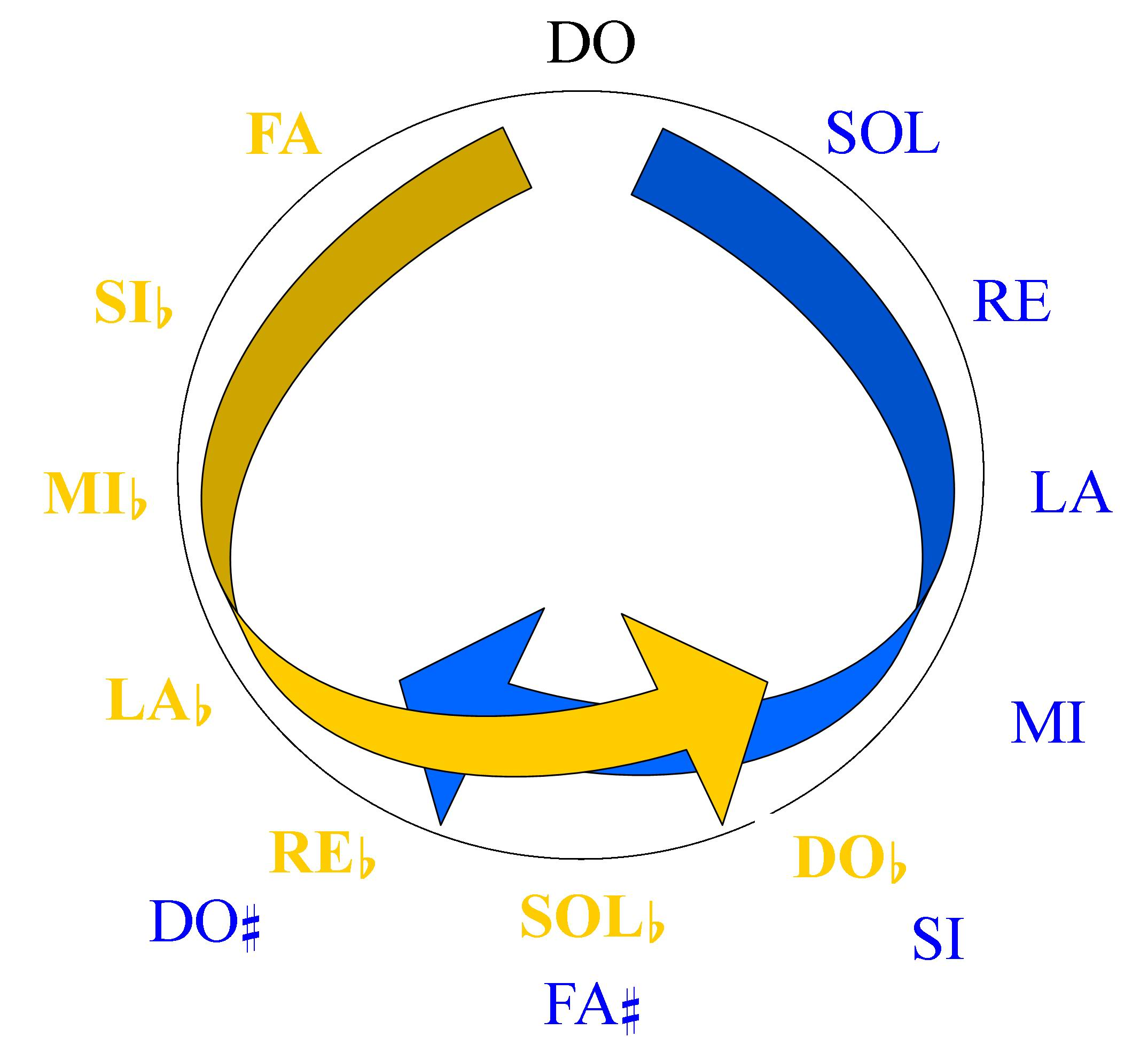
Circolo delle quinte

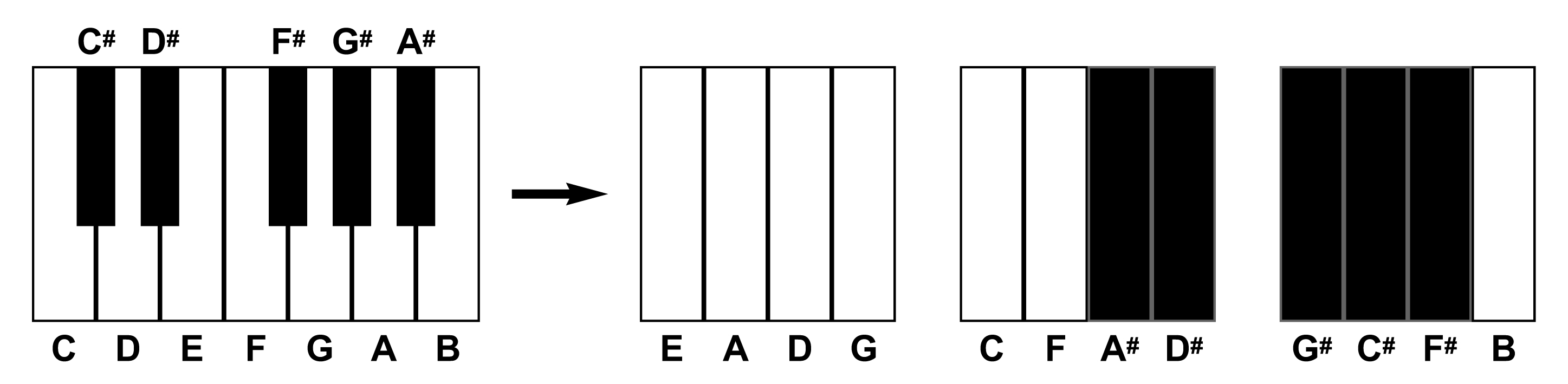
Circolo delle quinte

Nella teoria musicale, il circolo o ciclo delle quinte è una proprietà di aritmetica modulare in modulo 12.
Rappresenta le relazioni tra le dodici note che compongono la scala cromatica.
Ogni volta che si passa di quinta in quinta, si aggiunge un # alla settima della quinta trovata.
L'intervallo di quinta perfetta ha molti significati in teoria musicale: esso è alla base del temperamento pitagorico ed è l'intervallo che suona meglio e più naturalmente per l'orecchio umano.

## Storia
Il circolo delle quinte si sviluppò tra la fine del 1600 e l'inizio del 1700 per teorizzare la modulazione dell'era barocca. Il primo diagramma del circolo delle quinte compare nell'opera di teoria musicale Grammatika (1677) del compositore e teorico musicale Nikolaj Dileckij, il quale intendeva presentare la teoria musicale come strumento di composizione. Fu "il primo del suo genere, mirato a insegnare al pubblico russo come scrivere composizioni polifoniche in stile occidentale".
Un diagramma del circolo delle quinte fu creato indipendentemente da ciò dal compositore e teorico tedesco Johann David Heinichen nel suo Neu erfundene und gründliche Anweisung (1711), che lo battezzò come "Musicalischer Circul" (ossia Circolo musicale). Questo diagramma fu pubblicato anche nel suo Der General-Bass in der Composition (1728).
Heinichen collocò la tonalità minore relativa accanto alla tonalità maggiore, il che non rifletteva l'effettiva prossimità delle tonalità. Johann Mattheson (1735) e altri tentarono di migliorare questo approccio: David Kellner (1737) propose di disporre le tonalità maggiori su un cerchio e le tonalità minori relative su un secondo cerchio interno. Questo fu successivamente sviluppato nello spazio accordale, incorporando anche la minore parallela.
Alcune fonti suggeriscono che il circolo delle quinte fosse noto nell'antichità, da Pitagora tuttavia ciò è oramai visto come un malinteso e un anacronismo. L'accordatura per quinte (la cosiddetta accordatura pitagorica) risale all'antica Mesopotamia; sebbene non la estesero a una scala di dodici note, fermandosi a sette. Il comma pitagorico fu calcolato da Euclide e dai matematici cinesi (nell'Huainanzi) pertanto, nell'antichità si sapeva che un ciclo di dodici quinte era quasi esattamente sette ottave (più praticamente, l'alternanza di quinte ascendenti e quarte discendenti era quasi esattamente un'ottava).
Tuttavia, questa era una conoscenza teorica e non veniva utilizzata per costruire una scala dodecafonica ripetuta, né per modulare. Ciò fu fatto più tardi nel temperamento mesotonico e nel temperamento equabile dodecafonico, che consentiva la modulazione pur rimanendo intonati, ma non si sviluppò in Europa fino al 1500 circa. Sebbene sia stato reso popolare come circolo delle quinte.

## Anteprima
Per illustrare tutti questi significati, facciamo riferimento alla seguente illustrazione visiva, dove in un quadrante di orologio sono inserite in senso orario le note a partire dal Do in successione di quinte giuste. In questo modo, tutte e dodici le note sono rappresentate, e in senso orario ogni nota è adiacente alla sua dominante, mentre in senso antiorario alla sua sottodominante (nel caso di do: fa è sottodominante e sol è dominante).
Per determinare il numero di diesis o bemolle che sono inseriti in chiave per una determinata tonalità, ci si muove in senso orario per i diesis e antiorario per i bemolle.
Per esempio, partendo dal Do maggiore, che non ha accidenti (alterazioni) in chiave, ci spostiamo sul Sol, che ha un diesis in chiave (Fa♯), il Re maggiore, che ne ha due (Fa♯ e Do♯), e così via.

Circolo delle quinte

Nell'altro verso spostandoci sul Fa maggiore abbiamo un bemolle in chiave (il Si♭), il Si♭ maggiore ne ha due (il Si♭ e il Mi♭) e così via.

Il circolo delle quinte si può anche usare per definire le scale: 7 note consecutive adiacenti formano una scala maggiore, 5 note consecutive compongono una scala pentatonica.
Per esempio le note dal Fa in senso orario fino al Si, se riordinate, formano la scala di Do maggiore.
Se invece consideriamo i nomi delle note come accordi questi possono aiutare a visualizzare i movimenti armonici di una progressione tipica come la cosiddetta "secondo-quinto-primo" (rappresentata spesso come II-V-I, ovvero: accordo di settima sul secondo grado, accordo di settima sul quinto grado (dominante) e accordo sul primo grado (tonica)).
Per esempio la tipica progressione Sol-7 / Do7 / Fa si visualizza in senso antiorario partendo dal Sol.
Considerando sempre le note come accordi, quelle che si trovano agli opposti della circonferenza (per esempio Do e Fa♯) sono separate da un tritono, un intervallo particolarmente delicato.
Tale intervallo spesso è utilizzato per creare tensione nel brano musicale, mediante la sostituzione di tritono, ovvero si sostituisce in una progressione un accordo di settima dominante con il suo tritono: ad esempio nella progressione Sol-7 / Do7 / Fa si sostituisce il Do7 con un Sol♭7).

## Ciclo diatonico delle quinte
Il cosiddetto ciclo diatonico delle quinte è un ciclo delle quinte che utilizza solo le note di una scala maggiore, o diatonica. Ciò implica che un passaggio sia di quinta diminuita, anziché di quinta giusta. Per esempio nella scala di Do il ciclo diatonico delle quinte è il seguente: Do Sol Re La Mi Si Fa Do. Il passaggio da Si a Fa è di una quinta diminuita ascendente anziché di una quinta giusta ascendente.
Rispettando gli accordi derivati dall'armonizzazione della scala di Do maggiore si ottiene il seguente ciclo diatonico delle quinte armonizzato:
1. Domaj7
2. Sol7
3. Rem7
4. Lam7
5. Mim7
6. Sim7b5
7. Famaj7
8. Domaj7

### Uso nel Jazz e nella musica moderna
Il circolo delle quinte è stato utilizzato da molti autori come strumento di composizione e molti standard sono costruiti con una successione di accordi riconducibile ad esso. Anche nelle improvvisazioni jazz viene spesso utilizzato come linea guida per le successioni armoniche. Alcuni esempi di brani in cui questo accade sono:
- Jerome Kern, All the things You are
- Ray Noble, Cherokee (Ray Noble)[10]
- Kosmo, Prevert & Mercer, Autumn Leaves
- The Beatles, You Never Give Me Your Money
- Mike Oldfield, Incantations
- Bart Howard, Fly me to the moon
- Carlos Santana, Europa (Earth's Cry Heaven's Smile)
- Billy Roberts, Hey Joe